# Arashi (tàu khu trục Nhật)
Arashi (tiếng Nhật: 嵐) là một tàu khu trục hạng nhất của Hải quân Đế quốc Nhật Bản thuộc lớp Kagerō đã phục vụ tại Mặt trận Thái Bình Dương trong Chiến tranh Thế giới thứ hai.
Vào ngày 3 tháng 3 năm 1942 Arashi đã giúp vào việc đánh chìm pháo hạm Asheville .
Vào lúc khởi đầu trận Midway, Arashi được báo động về sự hiện diện của một tàu ngầm Mỹ, chiếc USS Nautilus, khi một máy bay tiêm kích A6M Zero tuần tra đã nhào xuống tấn công bằng súng máy lúc chiếc tàu ngầm tìm cách nổi lên đến độ nông có thể quan sát bằng kính tiềm vọng. Arashi đã tìm ra kẻ quấy rối và bắt đầu thả mìn sâu để tấn công. Vào lúc đó, Lực lượng Đặc nhiệm Nhật Bản đổi hướng nhưng Arashi vẫn tiếp tục săn đuổi Nautilus. Sau đó, máy bay ném bom bổ nhào từ các tàu sân bay Enterprise, Yorktown và Hornet đã dõi theo Arashi khi chiếc tàu khu trục từ bỏ việc săn đuổi Nautilus và quay trở lại sáp nhập vào lực lượng chính. Nhờ đó họ đã phát hiện ra các tàu sân bay Akagi, Kaga và Sōryū, đúng vào lúc mà máy bay tiêm kích Nhật tuần tra chiến đấu trên không bị thu hút bởi một cuộc tấn công của phi đội ném ngư lôi VT-6 xuất phát từ Hornet. Sự bất ngờ này đã giúp cho các máy bay ném bom bổ nhào Mỹ dễ dàng tiêu diệt ba tàu sân bay Nhật
Arashi nằm trong thành phần một đoàn tàu vận tải Nhật Bản, vốn còn bao gồm các tàu khu trục Amagiri, Hagikaze và Shigure, di chuyển qua eo biển Blackett vào ngày 2 tháng 8 năm 1943. Chiếc dẫn đầu đoàn tàu vận tải, Amagiri, đã húc và đánh chìm chiếc tàu tuần tra phóng lôi PT-109 do vị Tổng thống Hoa Kỳ tương lai John F. Kennedy, lúc đó còn là một Đại úy Hải quân, chỉ huy.
Vào ngày 7 tháng 8 năm 1943, trong Trận chiến vịnh Vella, Arashi bị đánh chìm ở vị trí giữa Kolombangara và Vella Lavella, ở tọa độ 07°50′N 156°55′Đ / 7,833°N 156,917°Đ.
Arashi được rút khỏi danh sách Đăng bạ Hải quân vào ngày 15 tháng 10 năm 1943.